# Adelphagrotis carissima
Adelphagrotis carissima är en fjärilsart som beskrevs av Harvey 1875. Adelphagrotis carissima ingår i släktet Adelphagrotis och familjen nattflyn. Inga underarter finns listade i Catalogue of Life.